# Wenheng
Wenheng är en köping i sydöstra Kina. Den ligger i Liancheng härad i staden Longyan i provinsen Fujian, omkring 260 kilometer väster om provinshuvudstaden Fuzhou. Antalet invånare är 20 542. Befolkningen består av 10 089 kvinnor och 10 453 män. Barn under 15 år utgör 15,0 %, vuxna 15-64 år 72 %, och äldre över 65 år 12,0 %.